# Marcelly
Marcelly, nom de scène de Marcel Jules Turmel, né à Petit-Couronne (Seine-Maritime) le 19 mars 1882 et mort à Sainte-Marguerite-sur-Mer (Seine-Maritime) le 14 février 1966, est un chanteur de café-concert et de music-hall français.

## Biographie
Enfant, Marcelly aime la musique et entre au cercle Boieldieu de Rouen que dirige  Duvauchelle. Il débute vraiment sa carrière en octobre 1900 au cabaret Parisiana, boulevard Poissonnière, dans le même programme que la grande Anna Thibaud. Doté d'une très belle voix de baryton Martin, il poursuit sa carrière avec succès au concert des Buttes Chaumont en 1908. Il chante également dans d'autres salles de la capitale. En 1908, il commence à graver ses premiers disques pour la maison Pathé, celle-ci lui fait signer un contrat d'exclusivité pour 15 ans et il ne va plus cesser d'enregistrer pour cette firme ; il en deviendra un des piliers, comme Charlus ou comme Albert Vaguet pour le répertoire lyrique. Tous ses disques se vendent très bien et il est encore facilement possible de nos jours de les trouver au hasard des marchands de disques anciens et brocantes.
En parallèle à cette activité discographique, il reste la vedette de l'avant-guerre de 1914-1918 au théâtre de la Gaité Rochechouart, jusqu'à Marseille en 1913 et dans d'autres établissements du Sud de la France. Mobilisé en août 1914, il sera réformé par suite de sérieuses blessures. On le trouve sur la scène du Grand théâtre de Marseille le 14 mars 1916 dans le rôle du Moine peintre du Jongleur de Notre Dame de Massenet. Il reprend  ses tournées en juillet 1917. Il chante  à l'Européen. En septembre 1917, il sera le premier artiste à enregistrer Quand Madelon... deux ans avant que son créateur Bach ne le fasse lui aussi. En 1918, il est l'interprète de la chanson Dans les couloirs du métropolitain : idylle parisienne. 
Après la guerre, il reprend de grandes tournées tant en France qu'à l'étranger ou en Afrique du Nord en 1921. Il va aussi continuer à enregistrer pour Pathé d'une façon soutenue jusqu'en 1928. Il se marie et abandonne définitivement le métier en 1932. Il a 50 ans lors de la naissance de son fils. Il retourne, assez fortuné, à Rouen où il reprend l'affaire d'un de ses oncles qui est entrepreneur de peinture en bâtiment. 
Il chante encore quelquefois pour des œuvres de bienfaisance jusqu'à l'aube de la Seconde Guerre mondiale.
Marcelly est décédé à Sainte-Marguerite-sur-Mer le 14 février 1966.

## Chansons interprétées
- Fleur de misère
- Notre heure d'amour (Heintz) Pathé 3040
- En revenant de Longchamp (chanson populaire) Pathé 2306 : https://www.youtube.com/watch?v=j0pa8wWLbAk

La chanson des yeux clos (Les yeux clos)
- La P'tite Lilie
- La valse à Julot (Vas-y ma poulette !)
- Oublions le passé
- Peut-être (Chanson d'amour)
- Quand les papillons
- Tu m'as donné le grand frisson (1913) Pathé 2665
- Sur la Riviera (1913) Pathé 2665
- Valse des faubourgs
- Les grognards passent
- La Pelikette, danse des pélicans, fox trot
- Puisque ton cœur est pris
- Fatma la brune
- La retraite passe
- Ton cœur a pris mon cœur (Vincent Scotto)
- Le secret de Manon (Vincent Scotto)
- Ma miette (Vincent Scotto)
- Lorsque l'amour vous guette (Vincent Scotto)
- La Femme aux bijoux[6]
- Ils ne passeront pas 1916
- À la France donnons des ailes 1913
- L'Angélus de Verdun
- L'amour à la Pacha 1920[7]
- Nuits de Golconde ou Reine des folles nuits (A. Planel et B. Devaux)
- Le chant du gondolier
- L'Amour ne se vend pas 1915 ? Pathé No 3490 - Créée par Marcelly